# آن بانون
آن ويلدي (بالإنجليزية: Ann Bannon)‏ (من مواليد 15 سبتمبر 1932)، والتي عرفت خاصة من خلال أسلوبها الكتابي بآن بانون، وهي مؤلفة أمريكية كتبت في الفترة من 1957 إلى 1962 ست روايات عن تخيلات النشوة المثلية عنونت ب «سجلات بيييو برنكر». اكتسبت هذه الكتب شعبية كبيرة وتأثيرا دام طويلا على هوية المثليات حتى أنها لقبت ب«ملكة تخيلات النشوة المثلية». كانت بانون ربة منزل شابة تحاول معالجة قضايا حياتها الجنسية عندما ألهمتها لكتابة روايتها الأولى.تضمنت كتبها اللاحقة أربع شخصيات عاودت الظهور طوال هذه السلسلة، بما في ذلك بطلها المسمى، بيبو برينكر، الذي جاء لتجسيد النموذج الأصلي لمثلية بوتش.كانت غالبية شخصياتها انعكاسا لأشخاص تعرفهم، لكن قصصهم تعكس حياة لم تشعر أنها قادرة على عيشها.على الرغم من تربيتها التقليدية ودورها في الحياة الزوجية، فقد تحدت رواياتها اتفاقيات القصص الرومانسية وتصوير المثليات من خلال معالجة العلاقات الجنسية المثلية المعقدة.
شكلت كتبها هوية مثليه للمثليات والمثليين جنسياً على حد سواء، لكن بانون لم تكن على دراية بتأثيرها. توقفت عن الكتابة في عام 1962. وفي وقت لاحق، حصلت على الدكتوراه في اللغويات وأصبحت أكاديمية. تحملت زواجًا صعبًا لمدة 27 عامًا، وعندما انفصلت عن زوجها في الثمانينيات، أعيد نشر كتبها؛ كانت مندهشة لمعرفة تأثيرها على المجتمع. تم إصدارها مرة أخرى بين عامي 2001 و 2003 وتم تكييفها كإنتاج خارج برودواي الحائز على جائزة. يتم تدريسهم في الدورات المتعلقة بالدراسات النسائية ومثليي الجنس، وقد حصلت «بانون» على العديد من الجوائز عن أدب المثليات والمثليين الرائدين. وقد وصفت بأنها «التمثيل الخيالي الرئيسي للحياة المثلية في الولايات المتحدة في الخمسينيات والستينيات»، وقيل إن كتبها ترتكز تقريبا على رف الكتب لكل مثليات متعلمات بصوت ضعيف"".

## حياتها المبكرة
وُلدت آن بانون آن ويلدي في جوليت بولاية إلينوي في عام 1932. ونشأت في هينسدال القريبة مع والدتها وزوجها، وكانت مسؤولة عن رعاية أربعة أشقاء بسبب المشاكل المالية للعائلة. أخذت راحة في حياة خيالية نابضة بالحياة خلال هذا الوقت ووجدت العزاء في الكتابة. عندما كبرت، كانت محاطة بالموسيقى، خاصة موسيقى الجاز، حيث استضافت عائلتها حفلات صغيرة للأصدقاء والجيران. وقد أصبح أحدها شخصية في كتبها: عازب معمر تدعى جاك يلقي النكات والخرافات على الجماهير.
في جامعة الينوي في أوريانا شامين كانت بانون تنتمي إلى نادي كابا كابا غاما وقد أقامت هناك علاقة صداقة مع شقيقة نادي نسائي تكبرها سنا «أجمل ما رأيت في حياتي» وهي صاحبة شعبية بين الرجال والنساء على حد السواء.
وقد افتتنت بانون بصديقتها الأصغر سنا مع الأخت الكبرى.وتتذكر أنه كان موقفًا محرجًا، على الرغم من أن أخت نادي المسنين الأكبر سناً كانت «كريمة بلا كلل» للشابة الصغرى. في إدراكها لجذب المرأة الشابة، بدأت تشك في حياتها الجنسية. قالت: «رأيت الكثير من ذلك يحدث ولم أكن أعرف ماذا أفعل. لم أكن أعرف حتى كيف أضعه - لقد كنت مستهلكًة تمامًا له، لقد كان شيئًا غير عادي.» كانت صاحبة نادي نسائي أخرى تمتلك جسدا جميلا، وطويلة جدًا - حوالي 6 أقدام (1.8 متر)، بصوت أجش وكنية صبيانية، وقد تخيلت بانون هذا على أنه مزيج من جوني ويسيمولر وإنجريد بيرجمان. تذكرت دخول الحمام الجماعي ورؤية الأخت، «كلانا يرتدي ملابسا داخلية، ويختبر ما يشبه نوعا ما صدمة كهربائية»، ويحاول ألا يحدق بها. في عام 1954، تخرجت بشهادة في اللغة الفرنسية وسرعان ما تزوجت من مهندس وبسبب وظيفته أصبحوا كثيري التنقل.
كانت بانون تبلغ من العمر 22 عامًا عندما بدأت في كتابة أول رواية شبقية لها. لقد تأثرت بالروايات المثليه الوحيدة التي قرأتها، «بئر الوحدة» لرادكليف هول منذ عام 1928 ونار الربيع لفين باكر منذ عام 1952، وإن كان بطريقتين مختلفتين: لم أكن قادرة على ربط النغمات الكئيبة في رواية هول ولكن كفتاة نادي نسائي كنت أكثر دراية بظروف. قالت بانون الكتابين. وعلى الرغم من زواجها حديثًا وهي في طريقها لإنجاب طفلين، فقد وجدت أن الكتابين ضربا على وتر حساس في حياتها وتعترف بمشاعرها في نفسها التي أجبرتها أن تكتب عنها. في بداية زواجها، تم تركها بمفردها كثيرًا وقالت «كنت يائسًة جدًا للحصول على بعض الأشياء التي كانت تستهلكني لفترة طويلة على الورق».

## مهنة الكتابة

### خلفيتها
توسعت كتب الغلاف العادي في الولايات المتحدة بشكل بارز بعد الحرب العالمية الثانية من خلال استراتيجيات التسويق لـ «كنب الجيب»، التي بدأت في توزيع المنشورات من خلال الصحف وأكشاك الصحف ومحلات البقالة ومحطات الحافلات والقطارات. نمت فرص البيع بالتجزئة للكتب الورقية حوالي عشرة أضعاف مع هذه الطريقة. في عام 1950، نشرت شركة غولد ميدال بوكس المنافسة «ثكنات المرأة»، وهو سرد خيالي عن تجربة المؤلف تيريسكا توريس في القوات الفرنسية الحرة. يصور الكتاب العلاقة المثليه التي شهدها المؤلف، وينتهي بواحدة من النساء اللائي انتحرن. بيعت 4.5 مليون نسخة، وكان «محرروا الميداليات الذهبية» «يشعرون بالسعادة لأجل لك». نال نجاحها ذكرا حسنا عند لجنة مجلس النواب المختارة للمواد الإباحية الحالية في عام 1952.كانت «كتب الميدالية الذهبية» فرعا من منشورات «فاوست» التي ركزت على الكتب الورقية التي كانت انذاك تطبع على ورق رخيص جدا وتم تصميمه بحيث لايستمر لأكثر من عام. وقد تم بيعه مقابل 25 سنتا في متاجر الأدوية على غرار أماكن أخرى في الولايات المتحدة وكندا.
الكتب المعدة للقراءة الرخيصة والسهلة التي يمكن التخلص منها في نهاية الرحلة بتكلفة قليلة جدًا للعميل.وبسبب انخفاض جودة الإنتاج، حصلوا على اسم الخيال الشبقي.
سرعان ما تبعت كتب الميدالية الذهبية ثكنات النساء مع «نار الربيع» حريصة على الاستفادة من المبيعات غير المسبوقة، وباعت ما يقرب من 1.5 مليون نسخة في عام 1952.فين باكر واسمه الحقيقي «ماريان ميكر» بالإضافة إلى كنب الميدالية الذهبية كانا غارقين في بريد النساء اللاتي تعاملن مع شخصيات مثلية.
إحدى الرسائل كانت من بانون، تطلب المساعدة المهنية في النشر. عند الكتابة إلى ميكر، قالت: «حتى يومنا هذا ليس لدي أي فكرة عن سبب استجابتها لي من بين الآلاف من الرسائل التي كانت تحصل عليها في ذلك الوقت. والشكرللرب فقد فعلت ذلك،» لقد كنت في غاية الرعب والسعادة«. قامت بانون بزيارة ميكر حيث تعرفت على قرية غرينتش، التي تركت انطباعًا كبيرًا على بانون: ووصفتها بأنها» مدينة الزمرد«، و» أرض العجائب«، وبريجادون مجتمعة - وهو مكان يستطيع فيه المثليون المشي في الشوارع الملتوية جنبًا إلى جنب».
أقامت ميكير اجتماعًا مع محرر غولد ميدال بوكس «ديك كورول»، الذي قرأ مخطوطة بانون الأولى التي أرسلتها والمكونة من 600 صفحة، وهي عبارة عن قصة تتحدث عن النساء في منظمتها التي أعجبت بها، مع حبكة فرعية مؤلفة من شقيقتي نادي نسائي سقطا في حب بعضهما البعض، أخبرتها كارول أن تعيدها وتركز على الشخصين اللذين لهما علاقة غرامية، ويزعم بانون أنها عادت وأخبرت قصتهما، وسلمت المسودة إلى كارول وشاهدتها منشورة دون تغيير كلمة واحدة.
أثناء تربية طفلين صغيرين، عاشت بانون في فيلادلفيا وقامت برحلات إلى مدينة نيويورك لزيارة قرية غرينتش وبقيت مع أصدقائها، وقالت عن النساء اللائي رأتهن في قرية غرينتش، "أردت أن أكون احداهن، لأتحدث إلى النساء الأخريات، إذا فقط في الطباعة. وهكذا انطاقت مسيرتها - وكانت تلك البداية هي القصة التي أصبحت تعرف ب "فتاة غريبة خارجة'".

### سجلات بيبو برينكر

#### فتاة غريبة خارجة
سجلات بييو يرينكر عبارة عن ستة كتب إجمالاً، نُشرت لأول مرة بين عامي 1957 و 1962. تضمنت أربعة أحرف ظهرت في ثلاثة من الكتب على الأقل في ملحمة التسلسل الزمني للتصالح مع الشذوذ الجنسي والإبحار في طرقهم من خلال علاقات المثليين والمثليات. نُشرت الأولى في هذه السلسلة تحت عنوان «فتاة غريبة خارجة», في عام 1957 وأصبحت ثاني أكثر الكتب مبيعًا في هذا العام. بناءً على التجارب الخاصة لبانون، تضمنت هذه القطعة علاقة مثليه بين شقيقتي نادي نسائي خيالي في جامعة الغرب الأوسط الخيالية.كما كانت العادة مع روايات الخيال الشبقي، لم يكن فن الغلاف أو العنوان تحت سيطرة المؤلف. تم اعتماد كلاهما من قِبل الناشر من أجل أن يكونا موحدين وراسخين قدر الإمكان. الشخصية الرئيسية هي لورا لاندون، التي تدرك أنها في حالة حب مع بيث، زميلتها في السن الأكبر، والأكثر خبرة، وهي رائدة في نادي نسائي.
```
وجود مثليات في الأدب كان نادرا نسبيا في عام 1950. كانت سياسة الناشر في أي رواية تنطوي على مثليه أن الشخصيات لن تتلقى أي رضا من العلاقة. واحدًا أو كلاهما ينتهي به المطاف إلى الانتحار أو بالجنون أو ترك العلاقة.
```

تناقش ماريان ميكير هذا في مقدمة «نارالربيع» 2004: قيل لها من قبل المحرر ديك كارول أنه بسبب توزيع الكتب من قبل مكتب البريد الأمريكي بدلاً من الشركات الخاصة التي تقدم مباشرة إلى المتاجر، فإن مفتشي البريد سوف يرسلون الكتب مرة أخرى إلى الناشر إذا تم تصوير الشذوذ الجنسي بشكل إيجابي.خففت الخدمة البريدية من رقابتها بعد عدة محاكمات فاضحة في التعديل الأول، بما في ذلك روث ضد الولايات المتحدة وآخر حول عواء ألين غينسبرغ في منتصف الخمسينيات، مما أعطى لبانون قدرا من الحرية في قطعتها.
على الرغم من أن النهاية «فتاة غريبة خارجة» كانت لعدم الابتعاد عن صيغة القرار غير المرضية المتمثلة في «نار الربيع» و«ثكنات النساء» و «بئر الوحدة» عند رادكليف هول، فقد درست صراع لورا الداخلي في إدراك أنها على الرغم من أنوثتها، إلا أنها كانت تحبها بشدة مع امرأة أخرى، وفي النهاية احتضنتها، وهو أمر نادر في الخيال المثلي.
مثليات يصور في الأدب كانت نادرة نسبيا في 1950s. كانت سياسة الناشر في أي رواية تنطوي على مثلية أن الشخصيات لن تتلقى أي رضا من العلاقة. واحدًا أو كلاهما ينتهي في العادة إلى الانتحار أو بالجنون أو ترك العلاقة. تناقش ماريان ميكير هذا الأمر في مقدمة Spring Spring لعام 2004: أخبرها المحرر ديك كارول أنه نظرًا لتوزيع الكتب من قبل مكتب البريد الأمريكي بدلاً من الشركات الخاصة التي تقوم بتسليمها مباشرة إلى المتاجر، فإن مفتشي البريد سوف يرسلون الكتب إلى الناشر إذا تم تصوير الشذوذ الجنسي بشكل إيجابي. خففت الخدمة البريدية من رقابتها بعد عدة محاكمات فاضحة في التعديل الأول، بما في ذلك روث ضد الولايات المتحدة وآخر حول عواء ألين غينسبرغ في منتصف الخمسينيات، مما أعطى لبانون قدرا من الحرية في مؤامراتها. على الرغم من أن النهاية إلى Odd Girl Out لم تنحرف كثيرًا عن صيغة الحل غير المرضية المتمثلة في Spring Fire ، و Barracks النسائية، و Radclyffe Hall's Well of Loneliness ، فقد درست صراع Laura الداخلي في إدراك أنها على الرغم من أنوثتها، إلا أنها كانت تحبها بشدة مع امرأة أخرى، وفي النهاية احتضنتها، وهو أمر نادر في الخيال مثليه.
كانت الشخصيات وقصصهم بمثابة امتداد للحياة الخيالية التي طورها بانون كطفل. لقد أصبحوا «أصدقاء خيالهم» الذين شهدوا حياتهم وحبّتها وشهدت من خلالها حياتها الخاصة بشكل غير مباشر، حيث ساعدوها في زواج صعب، وشوقًا لحياة لم تشعر أنها كانت حرة في العيش. [23] «لقد أدركت في وقت مبكر أنه لا ينبغي أن أتزوج، لكنني كنت سأستفيد من شيء سيئ، وكنت سأجعله شيئًا جيدًا»، تذكرت عدم وجود خبرة عملية في علاقة مثلية أثناء كتابة «فتا ة غريبة خارجة»
```
شرعت في الحصول على ما وصفته بـ «تجربة العمل الميداني» في رحلاتها إلى قرية «غرينتش» وكانت ناجحة بما يكفي لإدخال تلك التجارب في الكتاب التالي في سلسلة قبل الانتقال مرة أخرى إلى جنوب كاليفورنيا. لكنها أوضحت مخاوفها بشأن البقاء في قرية غرينتش قائلة:
```

## روابط خارجية
- آن بانون على موقع IMDb (الإنجليزية)
- آن بانون على موقع قاعدة بيانات الفيلم (الإنجليزية)